# Sternycha sternalis
Sternycha sternalis là một loài bọ cánh cứng trong họ Cerambycidae.